# Ludwig Edelstein
Ludwig Edelstein (* 23. April 1902 in Berlin; † 16. August 1965 in New York City) war ein deutsch-amerikanischer Klassischer Philologe und Medizinhistoriker.

## Leben
Edelstein studierte Klassische Philologie seit 1921 an der Friedrich-Wilhelms-Universität bei Hermann Diels, Werner Jaeger, Eduard Norden und seit 1925 an der Ruprecht-Karls-Universität Heidelberg, wo er 1929 bei Otto Regenbogen mit der Arbeit „περὶ ἀέρων und die Sammlung der Hippokratischen Schriften“ promoviert wurde. Anschließend war er Assistent am Institut für Geschichte der Medizin an der Berliner Universität und Lehrbeauftragter für Geschichte der exakten Wissenschaften im Altertum in der Philosophischen Fakultät. 1933 wurde er als Jude entlassen und ihm der Lehrauftrag entzogen. 1934 emigrierte er über Italien in die USA. Hier lehrte er zunächst bis 1947 an der Johns Hopkins University in Baltimore; seit 1947 war er Professor an der University of Washington in Seattle und seit 1948 an der University of California, Berkeley. Als er in der McCarthy-Ära den Loyalitätseid verweigerte, musste er Berkeley verlassen und ging 1951 an der Johns Hopkins University zurück. Seit 1960 lehrte er an der Rockefeller University in New York als Professor für Klassische Philosophie und Wissenschaftsgeschichte.
Edelstein gehörte mit Henry E. Sigerist, Owsei Temkin und Erwin Heinz Ackerknecht zu den führenden deutschen Medizinhistorikern, die in der Zeit des Nationalsozialismus in die USA auswanderten. Die Auswanderung bedeutete einen großen Qualitätsverlust für die medizintheoretische deutsche Forschung, denn der Hippokratismus der 1920er Jahre, in dem sich Mediziner sehr stark auf eine überhöhte Gestalt des Hippokrates von Kos berufen hatten, um aktuelle Probleme der Medizin zu lösen, hatte zu einer stabilen Institutionalisierung der Medizingeschichte geführt. Mit Textherausgaben und Interpretationen zum Hippokratischen Eid hatte Edelstein an dieser Entwicklung erheblichen Anteil.
In seinen wissenschaftlichen Arbeiten standen Studien zu den griechischen Universalgelehrten, Ärzten und Philosophen im Mittelpunkt. Neben Arbeiten zu Hippokrates und Asklepios war er Mitherausgeber einer dreibändigen Zusammenstellung der Fragmente des Poseidonios.
1954 wurde er zum Mitglied der American Philosophical Society gewählt.
Am 25. Oktober 1928 hatte er Emma J. Levy geheiratet.

## Veröffentlichungen (Auswahl)
- Antike Diätetik. In: Die Antike. Band 7, 1931, S. 255–270; auch in Medizinhistorisches Journal. Band 1, 1966, S. 162–174.
- Die Geschichte der Sektion in der Antike. In: Quellen und Studien zur Geschichte der Naturwissenschaften und der Medizin. Band 3, 1932, S. 100–156.
- Andreas Vesalius, the Humanist. In: Bulletin of the History of Medicine. Band 14, 1943, S. 547–561.
- The Hippocratic Oath: Text, Translation, Interpretation. (1943)
  - Der hippokratische Eid. Mit einem forschungsgeschichtlichen Nachwort von Hans Diller. Zürich/Stuttgart 1969.
- mit Emma J. Edelstein: Asclepius. A Collection and Interpretation of the Testimonies (= Publications of the Institute of the History of Medicine, The Johns Hopkins University, Second series: Texts and documents. Band 2). 2 Bände. Baltimore 1945; Nachdruck New York 1975.
- Wielands „Abderiten“ und der Deutsche Humanismus. 1950.
- Plato's Seventh Letter. 1966.
- The Idea of Progress in Classical Antiquity. 1967.
- Ancient Medicine: Selected Papers of Ludwig Edelstein. Herausgegeben von  Owsei Temkin und C. Lilian Temkin. 1967.
- The Meaning of Stoicism. 1968 (= Martin Classical Lectures. Band 21).
- als Hrsg. mit Ian G. Kidd: Posidonius. 3 Bände. Cambridge University Press, Cambridge 1972–1999 (= Cambridge classical texts and commentaries.)